# Ernesto Zedillo
Ernesto Zedillo Ponce de León (Ciudad de México; 27 de diciembre de 1951) es un economista y político mexicano que se desempeñó como presidente de México desde el 1 de diciembre de 1994 hasta el 30 de noviembre de 2000. Fue el último de los presidentes emanados del Partido Revolucionario Institucional que desde 1929, junto a sus partidos antecesores, había ocupado ininterrumpidamente la presidencia por setenta y un años.
Durante su presidencia, enfrentó una de las peores crisis económicas en la historia de México, que comenzó pocas semanas después de asumir el cargo. Se distanció de su predecesor Carlos Salinas de Gortari, culpando de la crisis a su administración (si bien el propio Zedillo no se apartó de las políticas neoliberales de sus dos predecesores), y supervisó el arresto de Raúl Salinas de Gortari, hermano de su predecesor. Su administración también estuvo marcada, entre otras cosas, por nuevos enfrentamientos con el EZLN y el Ejército Popular Revolucionario, la polémica implementación del Fobaproa para rescatar al sistema bancario nacional, una reforma política que permitió a los residentes del Distrito Federal (ahora Ciudad de México) elegir a su propio alcalde y las masacres de Aguas Blancas y Acteal perpetradas por las fuerzas estatales. También llevó a cabo la reforma judicial en el Poder Judicial de la Federación, que creó al Consejo de la Judicatura Federal y consolidó el papel de la Suprema Corte de Justicia de la Nación como Tribunal Constitucional.
Si bien las políticas de Zedillo finalmente propiciaron una relativa recuperación económica, el descontento popular con siete décadas de gobierno del PRI llevó a que el partido perdiera, por primera vez, su mayoría legislativa en las elecciones de 1997, y en las elecciones de 2000, el candidato opositor de derecha Vicente Fox, candidato del Partido Acción Nacional, ganó la Presidencia de la República, poniendo fin a 71 años de gobiernos priistas.
Desde el final de su mandato como presidente en 2000, Zedillo ha sido una voz líder en la globalización, especialmente su impacto en las relaciones entre las naciones desarrolladas y en desarrollo. Actualmente es Director del Centro para el Estudio de la Globalización en la Universidad de Yale y está en la junta directiva del Diálogo Interamericano y Citigroup.

## Primeros años
Nació el 27 de diciembre de 1951 en Ciudad de México. Al cumplir tres años de edad, su familia emigró a la capital de Baja California, Mexicali, donde realizó sus primeros estudios. Ahí se instalaron en una colonia modesta llamada Pueblo Nuevo. Estudió en la primaria Leona Vicario y en la secundaria 18 de marzo. Durante su niñez, los hijos del matrimonio Zedillo Ponce de León tuvieron que trabajar boleando zapatos para ayudar a su familia.

## Educación
Posteriormente regresó a la capital del país para cursar el bachillerato y la licenciatura en economía en la Escuela Superior de Economía del Instituto Politécnico Nacional. En 1968, como miembro de la moderada Agrupación Emiliano Zapata, participó en las protestas estudiantiles de ese año contra el presidente Gustavo Díaz Ordaz.
Tres años más tarde ingresó en el Partido Revolucionario Institucional (PRI), la principal formación política de su país, de la que provenían todos los presidentes mexicanos desde su fundación. Posteriormente estudió en la Universidad de Yale (New Haven, Estados Unidos), gracias a una beca concedida por el gobierno mexicano y con los ahorros de su empleo como auditor auxiliar en Banjército, doctorándose en 1981 en Ciencias Económicas. 

## Carrera política
Durante los años posteriores a la crisis de la deuda mexicana de 1982 trabajó en el Banco de México, donde obtuvo una valiosa experiencia en política económica. Ocupó diversos puestos en el Partido Revolucionario Institucional, en el Banco de México y en la Secretaría de Hacienda.
Fue subsecretario de Programación y Presupuesto y en 1988, a la edad de 36 años, fue nombrado secretario de Programación y Presupuesto por el presidente Carlos Salinas de Gortari. Dentro del PRI, Zedillo Ponce de León fue identificado como miembro del grupo de jóvenes tecnócratas que tuvo enfrentamientos con los dirigentes más viejos del partido por su apoyo a las medidas de reforma económica, entre ellas, la privatización de empresas públicas y la reducción de aranceles comerciales con otros países, apoyando la aprobación del Tratado de Libre Comercio Norteamericano (TLC), también conocido como NAFTA. En 1992 fue nombrado secretario de Educación Pública, cargo al que renunció en 1993 para asumir la dirección de la campaña del candidato oficial a la presidencia, Luis Donaldo Colosio. Tras el asesinato de Colosio en 1994, Zedillo Ponce de León fue designado por el presidente Salinas (ratificado por el Consejo Político del PRI) como candidato sustituto.
En la jornada electoral del 21 de agosto de 1994, resulta elegido Presidente de México, con el 49.69% del padrón (más de 17 millones de votos). Es elegido entonces como presidente constitucional, para fungir en el cargo del 1 de diciembre de 1994 al 30 de noviembre de 2000.

## Presidente de México
Asumió la presidencia el 1 de diciembre de 1994, rindiendo protesta ante el Congreso de la Unión presidido por la diputada Carlota Vargas Garza. La presidencia de Ernesto Zedillo Ponce de León estuvo marcada por una de las crisis financieras del siglo con repercusiones internacionales llamada Efecto Tequila. Zedillo Ponce de León y Salinas se culparon mutuamente de la crisis. Este último responsabilizó al llamado error de diciembre, en diciembre de 1994, que fue la táctica de libre flotación de la paridad peso-dólar, la cual había estado controlada durante su mandato. La libre flotación causó una fuga masiva de divisas ante la situación política del país: además del levantamiento del Ejército Zapatista de Liberación Nacional, problemas financieros, etc.
El precio del dólar incrementó cerca del 114% (de $3.40 a $8.70) entre diciembre de 1994 y marzo de 1995 - el punto más álgido de la crisis-, lo cual causó de forma inmediata quiebras de miles de compañías, desempleo y que muchos deudores se vieran impedidos de pagar sus deudas. El gobierno de Zedillo ideó el Fondo Bancario de Protección al Ahorro, para apoyar a la banca nacional contra los deudores.
Zedillo resolvió el problema por medio de dos préstamos hechos por los Estados Unidos a México por un total de 20 000 millones de dólares, logrando que el resto de su ciclo presidencial viera una recuperación del empleo y una sana administración de la economía mexicana al parecer por los cambios en el sistema económico que permitieron estabilidad económica relativa en el sexenio siguiente. En el terreno político inició y dio los primeros pasos a la democracia ejemplificando. Por otra parte, la oposición logró ganar por primera vez las gubernaturas de varios estados y convertirse en mayoría en el Congreso. Asimismo favoreció unas elecciones competidas en el año 2000, que permitieron por primera vez en 70 años la llegada a la presidencia de un candidato no emanado del Partido Revolucionario Institucional.
En su sexenio la administración pública mexicana sufrió de cambios importantes. El Programa de Modernización de la Administración Pública fue el primer gran intento por reformar la administración pública federal bajo los estándares internacionales de la nueva gerencia pública.[cita requerida]

### Índices de aprobación
En términos de sus índices de aprobación, la administración de Zedillo fue un caso bastante inusual en la política mexicana dado que, si bien normalmente los Presidentes son altamente populares luego de tomar posesión y no sufren bajas serias en sus índices de aprobación durante su primer año de gobierno, Zedillo lidió con índices de aprobación muy bajos tan solo semanas luego de tomar posesión debido a su decisión de devaluar el peso el 20 de diciembre de 1994, dando origen a la Crisis del peso mexicano que golpeó fuertemente a la economía nacional y que posteriormente tendría repercusiones internacionales.
Alcanzando un mínimo histórico de 24% de aprobación el 3 de enero de 1995, Zedillo siguió padeciendo de una baja aprobación durante el resto de 1995, con los efectos de la crisis económica, el continuo conflicto con el EZLN en Chiapas y la masacre de Aguas Blancas en junio impidiendo que su popularidad se recuperara. Aunque no tan problemáticos como en 1995, sus índices de aprobación se mantuvieron volátiles durante 1996. 
No obstante, la aprobación de Zedillo comenzó a experimentar un crecimiento estable a partir de enero de 1997, y durante el resto de su presidencia sus índices de desaprobación nunca superaron a los de aprobación. Sin duda ayudado por la relativa recuperación económica y el pacífico traspaso de la presidencia al panista Vicente Fox (quien ganó las elecciones presidenciales de 2000, siendo el primer candidato opositor en 71 años que derrotara al PRI), Zedillo dejó la presidencia con una aprobación del 64% y un 25.4% de desaprobación.
En promedio, la presidencia de Zedillo tuvo un índice de aprobación del 55.3% y una desaprobación del 34.3%.
Un hecho interesante se registró en la antes mencionada encuesta del 3 de enero de 1995: al mismo tiempo que Zedillo registró su aprobación más baja y una desaprobación del 30%, 46.1% de los encuestados respondieron no tener una opinión sobre su presidencia o bien no contestaron, siendo el único caso registrado en la historia mexicana moderna en que una pluralidad expresó no tener opinión alguna sobre un presidente en turno.
Mayores índices de aprobación:
- 15 de octubre de 1997 (74.8% de aprobación).
- 1 de septiembre de 1997 (71.4% de aprobación).
- 1 de julio de 1998 (71.3% de aprobación).

Menores índices de aprobación:
- 3 de enero de 1995 (24% de aprobación).
- 16 de enero de 1995 (31.4% de aprobación).
- 1 de febrero de 1995 (35.7% de aprobación).

Mayores índices de desaprobación:
- 17 de noviembre de 1995 (49.8% de desaprobación).
- 2 de mayo de 1995 (48.8% de desaprobación).
- 1 de marzo de 1995 (45.9% de desaprobación).

Menores índices de desaprobación:
- 6 de diciembre de 1994 (6.5% de desaprobación).
- 15 de diciembre de 1994 (7.2% de desaprobación).
- 15 de octubre de 1997 (18.2% de desaprobación).

## Actividad posterior a la presidencia

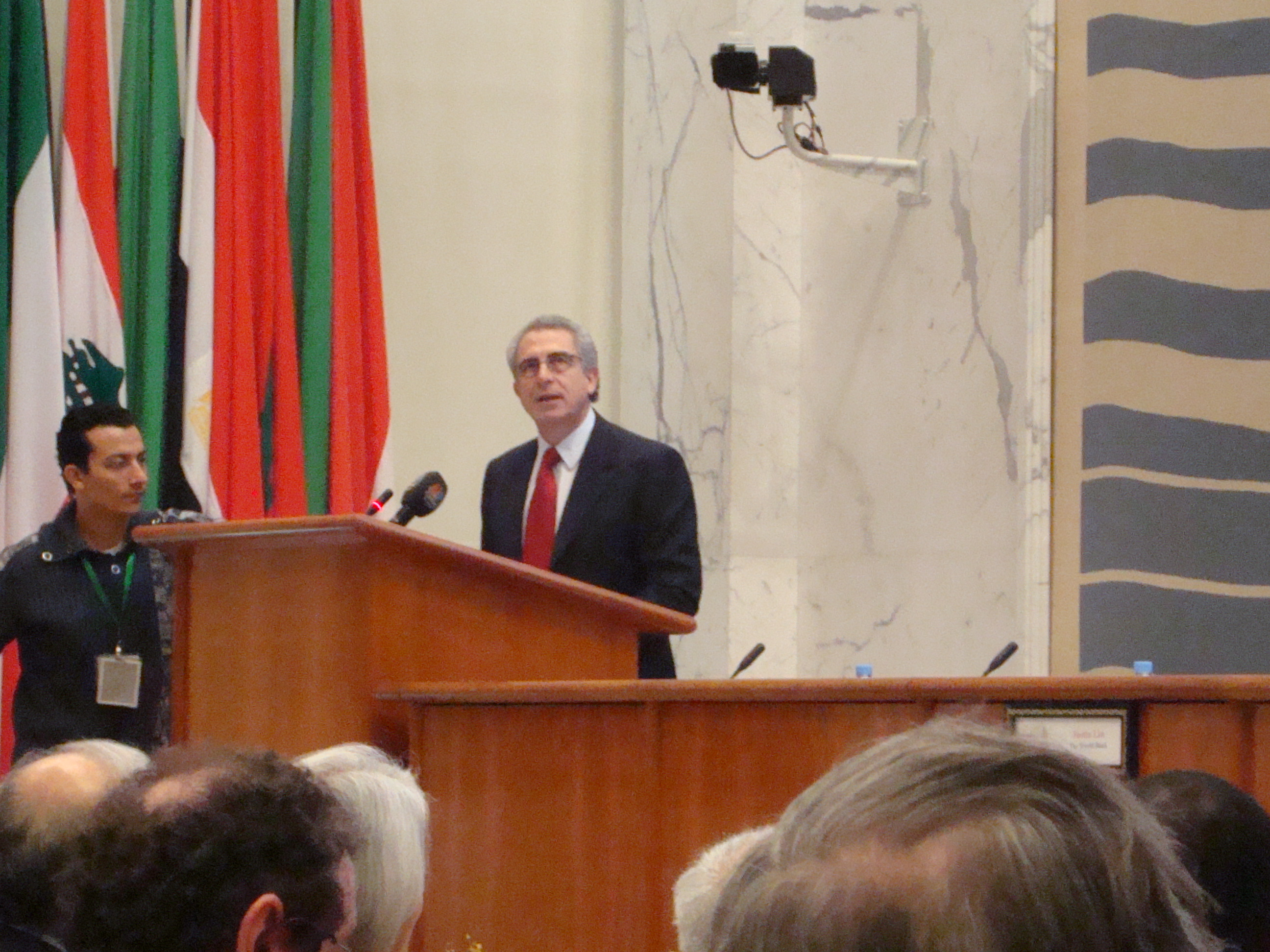
Ernesto Zedillo Ponce de León.

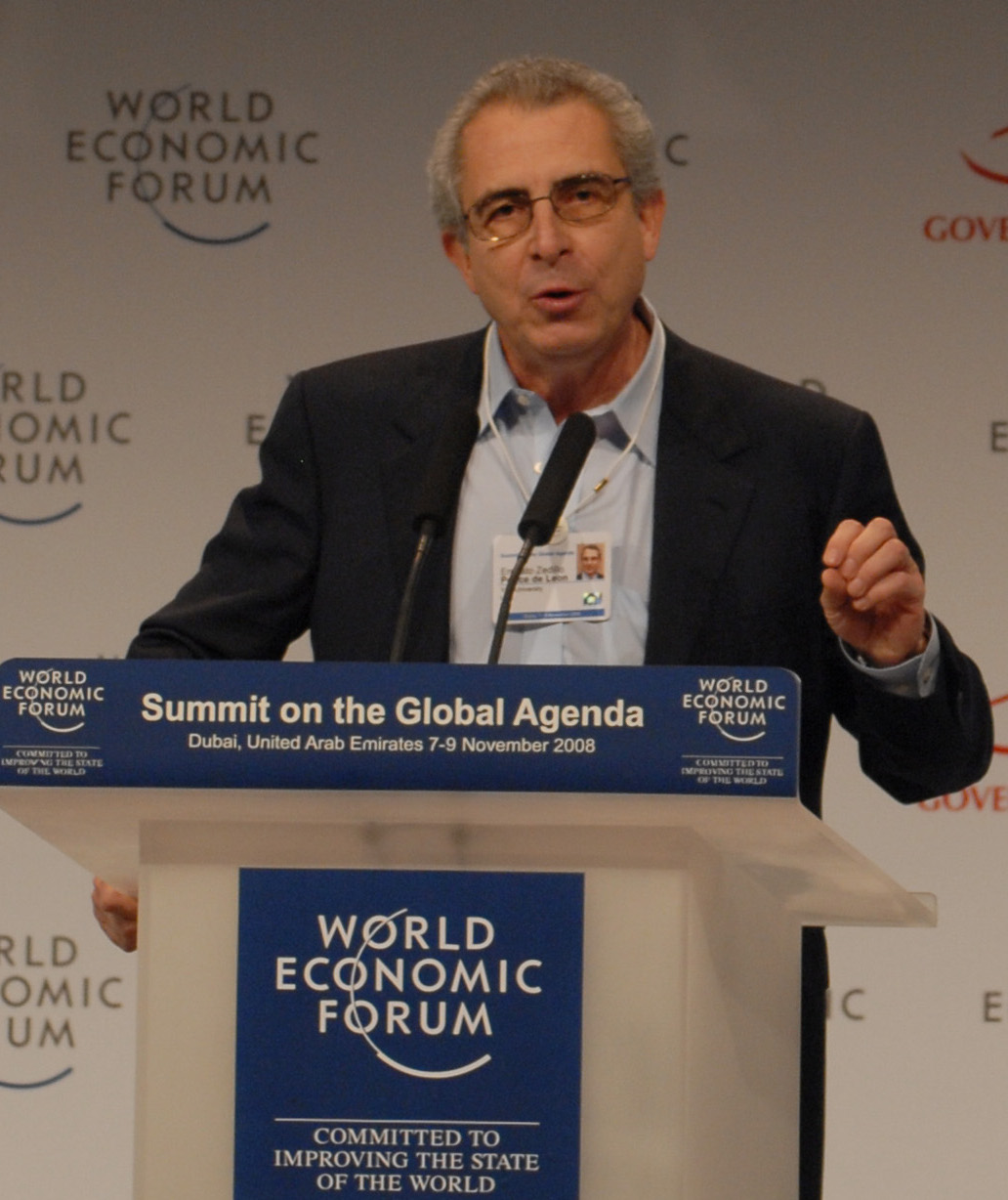
Ernesto Zedillo en el Foro Económico Mundial en 2008.

Tras retirarse a la vida privada, Zedillo Ponce de León participó en el consejo ejecutivo de algunas empresas estadounidenses entre las que destacan Procter and Gamble, Alcoa y Union Pacific, esta última concesionaria de la compañía Ferromex (anteriormente llamados Ferrocarriles Nacionales de México) privatizados durante su mandato.
Adicionalmente se desempeña como director del Centro para el Estudio de la Globalización de la Universidad de Yale, y participa en algunos programas de las Naciones Unidas relacionadas con el financiamiento a los países en vías de desarrollo.
Es también consejero de la Fundación Bill & Melinda Gates, del multimillonario Bill Gates. Recibió el doctorado honoris causa de la Universidad de Harvard en 2003 En noviembre del 2010 fue nombrado como uno de los nuevos consejeros del Grupo Prisa. Es miembro del Club de Madrid.
Recientemente, una investigación periodística ha evidenciado que desde la llegada, en 2011, del exmandatario a uno de los corporativos más importantes del mundo financiero de Estados Unidos, Citigroup, ha acumulado a manera de compensación más de 3 millones de dólares en ingresos, el equivalente a seis veces lo que devengó como presidente de México durante su sexenio, es decir, alrededor de 450 000 dólares al tipo de cambio actual. De acuerdo con informes de la empresa, en 2013 el expresidente ya tenía derecho a una compensación anual de 50 000 dólares, a la que se suma un pago anual por comisiones que oscila entre un punto bajo con 83 750 dólares para 2014, a un punto alto con 135 000 dólares, para 2021.
Es el único expresidente de México que renunció a una parte de su pensión vitalicia.

## Responsabilidad en la Masacre de Acteal
El papel de Ernesto Zedillo en la matanza de Acteal ha sido un tema tratado en la prensa mexicana y estadounidense. En septiembre de 2011 se interpuso una demanda en contra de Ernesto Zedillo, pendiente de resolución ante la Comisión Interamericana de Derechos Humanos (CIDH) que solicitaba que el expresidente de México, fuera Juzgado por su posible responsabilidad en la Matanza. El obispo Raúl Vera acusó al ejército mexicano de armar a los paramilitares que cometieron la masacre, basado en que se usaron armas de uso exclusivo del ejército.Además, la demanda consideraba que existió pasividad por parte de las fuerzas de seguridad, que no actuaron apropiadamente para impedir la masacre. Después de presentarse, el grupo "Las Abejas" se deslindó de la demanda donde se exigía la reparación económica del daño por un monto de 50 millones de pesos. En su opinión, la demanda fue gestada por autoridades del PAN, antes de las elecciones federales del 2012, para favorecer su imagen propia y desprestigiar la del expresidente.
Por su parte, en septiembre de 2012 los Estados Unidos decidieron conceder inmunidad a Ernesto Zedillo,con lo cual se le blinda frente al posible resultado adverso de la demanda presentada ante la CIDH. Raúl Vera criticó esta decisión judicial señalando diversas faltas formales como el uso de testigos desconocidos y otras faltas de transparencia.